# فرودگاه منطقه‌ای ایتکا تامپکینز
فرودگاه منطقه‌ای ایتکا تامپکینز (به انگلیسی: Ithaca Tompkins Regional Airport) یک فرودگاه همگانی بهره‌برداری هوایی با کد یاتا ITH است که یک باند فرود آسفالت دارد و طول باند آن ۲۰۱۲ متر است. این فرودگاه در کشور ایالات متحده آمریکا قرار دارد و در ارتفاع ۳۳۵ متری از سطح دریا واقع شده‌است.